# Boogschieten op de Aziatische Spelen 1998
Boogschieten was een onderdeel van de Aziatische Spelen 1998 in Bangkok, Thailand. Mannen en vrouwen konden individueel en in teams meedoen.

## Medaillewinnaars
| Onderdeel             | Goud                                        | Zilver                                  | Brons                                              |
| Mannen (individueel)  | Han Seung-Hoon                              | Kim Kyung-Ho                            | Wataru Haraguchi                                   |
| Mannen (team)         | KOR Oh Kyo-Moon Han Seung-Hoon Kim Kyung-Ho | TPE Tsung Yiwu Po Hanchiu Chai Pinchang | CHN Zhao Faqiao Tang Hua Gao Yu                    |
| Vrouwen (individueel) | Kim Jo-Sun                                  | Lee Eun-Kyung                           | Lin Sang                                           |
| Vrouwen (team)        | KOR Kim Jo-Sun Lee Eun-Kyung Lee Mi-Jeong   | CHN He Ying Lin Sang Wang Xiaozhu       | KAZ Beloslyudtseva Yelena Plotnikova Irina Ieonova |